# Isidor Gunsberg
Isidor Arthur Gunsberg (Pešta, 1. studenog 1854. – London, 2. svibnja 1930.) bio je mađarski šahist i šahovski pisac židovskog porijekla najpoznatiji kao izazivač Steinitzu 1891. godine.
Procijenjeni Elo rejting u najboljem petogodišnjem razdoblju procijenjen mu je na 2560.